# Murielle Compère-Demarcy
Murielle Compère-Demarcy, que también publica bajo el nombre de M © Dĕm, es una poeta, escritora de cuentos y autora de crónicas literarias y artículos críticos, nacida en Oise el 25 de octubre de 1968.

## Biografía
Murielle Compère-Demarcy, después de estudiar filosofía y letras en París-IV Sorbona y en el liceo Fénelon (París, 5.º) en Escuela preparatoria Literaria, vive hoy en Oise donde se consagra plenamente a su trabajo de escritura y de publicación.

### Descubrimiento de la poesía
Apasionada ya de la escritura y la literatura en el liceo Jean Rostand Chantilly, donde un profesor de francés la guio hacia la poesía y al teatro (Rimbaud, Cendrars, Teatro del absurdo), comenzó escribiendo textos en prosa poética. Luego publicó a la edad de veinte años, en la revista Paris polypoétique (Journal of polypoétiques Research Group) agua n 48 - Primavera de 1989 n 57 - verano 1991, n) 64 - Primavera 1993 n ° 68-69 - Primavera 1994, no 72 - Primavera de 1995,) donde aparecen textos en prosa de creación poética.
Con el tiempo y a través de encuentros, descubre, por un lado, una poesía de difusión popular como la difundida por la asociación Poesía y canción de Matthias Vincenot, presidente de Poesía y Canción en Sorbona o todavía aquella difundida por asociaciones de creaciones poéticas y artísticas locales o regionales, por otro lado una poesía más literaria, más comprometida en la escritura experimental. Trabaja desde sus escritos en expérimentando ambos territorios, uno de poesía popular, el otro de poesía más literaria.
Desde 2016, escribe regularmente para las ediciones Tinbad (no, no  -2016-2017). Ha publicado varios artículos críticos sobre autores de los Cuadernos de Tinbad (Literatura Arte) y ha sido publicada en Los Cuadernos de Tinbad no  - Invierno 2017.
Leída por el actor Jacques Bonnaffé, el 24 de enero de 2017, sobre Francia Cultura en el programa Correos Mariposas.

### Librera, bibliotecaria, profesora-documentalista
Su pasión por los libros la encamina naturalmente a profesiones vinculadas con el mundo de la escritura, de la difusión y de la edición. 
Trabaja en una librería en París hasta 1992, donde su encuentro con el poeta Henri Pichette la devolvió a la obra de Antonin Artaud. 
Después trabaja como bibliotecaria en la región de Senlis-Chantilly hasta el año 2003. 
Más tarde se convirtió en profesora-bibliotecaria en la región de Compiègne.

### Hacia una escritura experimental y oral
Trabaja con otros artistas y en diferentes medios para difundir la poesía.
Actuaciones de poesía sonora, música, creatividad pictórica en sus textos son todos modos de difusión que utiliza (exposiciones-lecturas con artistas-pintores; lecturas musicales; lecturas públicas con artistas-pintores, músicos, titiritero-payaso…).
Así, en la Maison de la Poésie se presentó una lectura musical de su colección Trash fragility, con el acompañamiento de un músico (batería electrónica) y la presencia del editor.
Asimismo, se realizó una lectura de su texto sobre (L ') Ivre de papier de Guilllaume Basquin publicado por Tinbad con el poeta-titiritero-payaso-fotógrafo Tristan Felix, durante el Mardis littéraires Place st-Sulpice (París, 6), en septembre 2016. Esta performance fue publicada para el texto en Cahiers de Tinbad n 3 de las ediciones de Tinbad en febrero de 2017.
Invitado de la "Mercredi du poète", bd Montparnasse en París, en 2018, presentado por Jacques Darras.
A partir de 2014 realiza un trabajo de investigación más profundo, tendiendo al trabajo en sociedad, como la participación en el Melting de poetas en la Galeria del Almacén  (París, 14) festivales (Festival de poesía en Montmeyan en Haut-Var, Festival Discover en Concèze en Corrèze, Festival "Le Mitan du chemin" en el Var ..., lectura en los martes literarios de Lou Guérin (lugar Saint-Sulpice, París, 6 ).  Participación en diversas Ferias del Libro (Livre-Paris, Le Touquet).
Fue en 2014, tras el descubrimiento de la poesía contemporánea cuyo ritmo, dimensión sonora y la exploración de campos plurales de investigación y creación pasan por la difusión pública y oral, descubrimiento ligado al de la obra del poeta-ensayista Jacques Darras (cf. "Le monde-poème-monde" de Jacques Darras en Levure littéraire) que Murielle Compère-Demarcy decide orientar su obra literaria en esta dirección.
También colabora en publicaciones y exposiciones con pintores (colecciones ilustradas de 2014 a 2016 por el artista plástico Didier Mélique); trabaja con la pintora Agnès Lainé y con el pintor “superfigurativo” Jacques Cauda con quien publica Dans la course, hors circuit et Peindre ("Atelier Cauda, aplausos y otros textos" ).
Trabaja con el documentalista, poeta y pintor del origen del movimiento figurativo, Jacques Cauda, desde 2016.
Algunos de sus "poemas de Antonin Artaud" en -parus Papers N Tinbad, Arte / Literatura, ediciones Tinbad; 2017 + Los cuadernos de Tinbad no 5, Arte / Literatura, ed. Tinbad; invierno de 2018 y en las Ediciones de la Revista Permanente del Festival (FPM), Tarmac, a partir del n.º 17 (otoño de 2017) - resultó en la publicación de un libro poético inspirado en Antonin Artaud: Alchimiste du soleil pulverized (poema de Antonin Artaud) publicado por Z4 éditions, coll. "La Diagonal del Escritor", en 2019.
Murielle Compère-Demarcy ha publicado un ensayo sobre la poesía del editor de poesía Luc Vidal (Fenêtre ouverte sur la poésie de Luc Vidal), publicado por Le Petit Vehicle, coll. L'Or du Temps, en 2019.
En 2020, su trabajo sobre el exilio en colaboración con el poeta-fotógrafo Khaled Youssef con quien coescribió Poème-Passeport pour l'Exil en 2017 en las ediciones del Corps Puce, continúa con la publicación de Voyage Grand-Tournesol (viajes reales e imaginarios de Túnez a Colombia vía Etiopía, Zanzíbar, Jordania, Irán, Myanmar (ex-Birmania), Uzbekistán, Líbano, Georgia, Cerdeña, Andalucía, Inglaterra, Montreal, escalas incluidas) editado por Z4 Éditions con la participación del poeta estadounidense Basia Miller y un prefacio de Chiara de Luca.

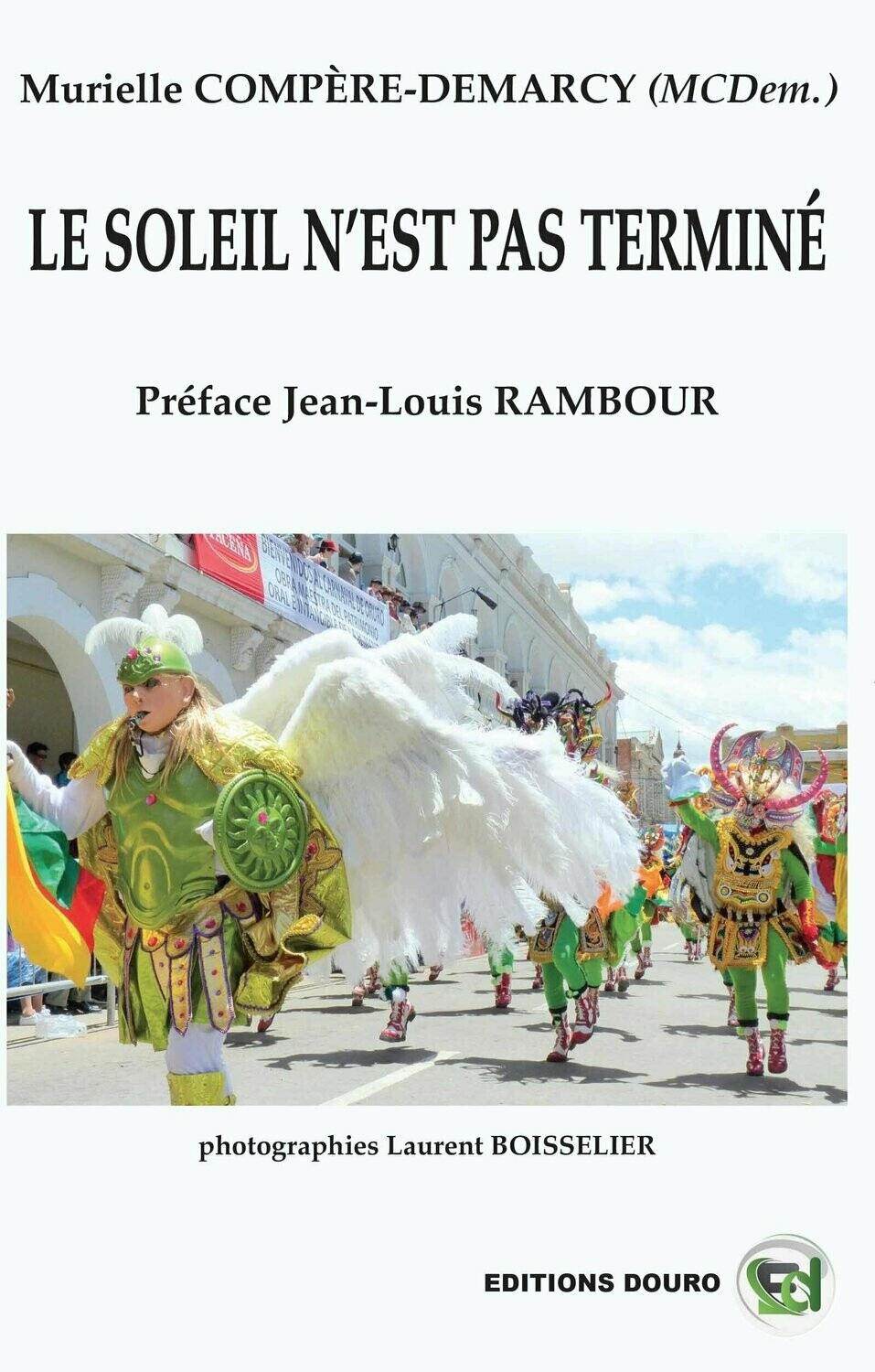
Publicación Murielle Compère-Demarcy-Laurent Boisselier

En 2021, continúa su exploración en torno al tema de los viajes con Le soleil n'est pas terminé, prólogo del poeta Jean-Louis Rambour con fotografías de Laurent Boisselier, preámbulo del poeta Jean-Yves Guigot.

## Publicaciones

### Poesía
- Atout-cœur, ediciones Flames vives, 2009[21]
- Aguas bravas de los acantilados ediciones Encres vives, colección "Encres vives", 2014
- Je marche ..., mercado / poema contado para leer en voz alta, dedicado a Jacques Darras, Ediciones Encres vives, colección "Tintas blancas", 2014 [ leer en línea ].
- Coupure d'électricité, ediciones Port d'Attache, 2015 [ leer en línea ]
- El desmoronamiento de Cliff dicen, las ediciones del Small Vehicle, el libro de arte y la literatura Dientes de león, n 78, 2015
- Trash fragility, ilustraciones de Didier Mélique, ediciones Le Citron gare, 2015
- Un grito en el cielo, ediciones La Porte, 2015
- Je tu mon alterégoïste, portada de Didier Mélique, prefacio de Alain Marc, ediciones L'Harmattan, 2016[22]
- Señales de existencia seguidas de La niña y la lluvia, ediciones del Pequeño vehículo, 2016
- Le Poème en marche, seguido de Le Poème enistance, publicado por Port d'Attache, 2016
- Dans la course, hors circuit, ed. du Tarmac, 2017
- Poème-Passeport pour l'Exil, coescrito con el fotógrafo y poeta Khaled Youssef, ed. Cuerpo Puce, coll. "Palabra en libertad", 2017[23]
- Reedición Dans la course, hors circuit, ed. Asfalto, 2018
- ... en la danza de Hurle-Lyre & Hurlevent ..., ed. Tintas Vives, coll. “ Tintas blancas ”, n ° 718, 2018[24]
- L'Oiseau invisible du Temps, ed. Henry, coll. "La Main aux poètes", 2018
- Alchimiste du soleil pulvérisé, Ediciones Z4, 2019
- Fenêtre ouverte sur la poésie de Luc Vidal, ediciones del Pequeño Vehículo, coll. "L'Or du Temps", 2019
- Dans les landes de Hurle-Lyre, Z4 Éditions, 2019
- L'écorce rouge suivi de Prière pour Notre-Dame de Paris & Hurlement, prefacio de Jacques Darras, Z4 Editions, coll. "Las 4 estaciones», 2020
- Voyage Grand-Tournesol, con Khaled Youssef y la participación de Basia Miller, Z4 Éditions, Prefacio de Chiara de Luca, 2020 [262 p.] https://z4editions.fr/publication/voyage-grand-tournesol/
- Werner Lambersy, Editions les Vanneaux; 2020
- Confinés dans le noir, Éditions du Port d'Attache, illustr. cubrir Jacques Cauda; 2021
- Le soleil n'est pas terminé, Editions Douro, 2021 con fotografías de Laurent Boisselier. Prefacio de Jean-Louis Rambour. Apuntes sobre la poesía de MCDem. por Jean-Yves Guigot. Illustr. cubrir Laurent Boisselier.

### Novelas literarias
- La F-- de la Vivienda, ediciones Édilivre, septiembre 2014.

- Eros Thanathos publicada en la revista Soplos, los escritores mediterráneos no, diciembre 2014.

Participación en las antologías de las ediciones Flammes vives desde 1998, y en Les Dossiers d'Aquitaine.
Colección colectiva Dehors, con la ciudad de París y las ediciones Janus, 2016.
Antología progresista "Poesía en libertad"; agosto 2017, enero 2018.
Antología "Tisserands del mundo"; 2018.
Antología "Constelación de la Lyre" - XI FESTIVAL MUNDIAL de poesía "La lyre émigrée" (Bruselas Lieja-París, 12-17 de agosto de 2019).
Antología Estrellas de poesía sobre la tela", coll. Poetas en rueda libre (Cuadernos "La Voz de la Otra" < Revista Caminos de poesía, André Chenet editor; 2020.
Antología Les CAHIERS DU CIPALA / "Madre tierra en peligro"; Ediciones Jacques Flament, julio 2020.

### Publicaciones de revistas
Murielle Compère-Demarcy publica en diversas revistas en papel y / o digitales, de distribución nacional o internacional, creaciones poéticas o poéticas, literarias y artísticas: Poesía / estreno, Descarga, Como en poesía, Les Tas de mots, Florilège, El Aéropage, Poemas dispersos, Tracción-Brabante, Microbios, Pórtico, Arte y poesía, Les Nouveaux Délits, Mirada incierta, La Passe, Le Moulin des Wolves, FPM (Festival Permanente de la Palabra), Revue Méninge.
- Mille et un poètes (ediciones de la revista Corps Chip), nº2, febrero de 2012; nº 5, junio de 2014; 5 textos en nº7, febrero de 2016. Casa nómada de poesía de Picardía. Líneas de escritura.[26]
- Les Dossiers d'Aquitaine, antología 2013, antología 2014, antología 2015.
- Libelle, diciembre de 2011, febrero de 2013, septiembre de 2013, febrero de 2014, febrero de 2015, mayo de 2015, julio-agosto de 2019.
- Tracción-Brabante, poézine, nº 56, nº 58, nº 60, nº 63, nº 66, nº 73, nº 74.
- Poésie/première nº 59 septiembre 2014; nº 66-diciembre de 2016; nº 67- abril de 2017; nº 69-diciembre de 2017; n ° 74-septiembre 2019.
- Opinión NUNC, ediciones Corlevour, n ° 45, junio de 2 018.
- Cruces n 73 y nn 74, mars 2014Marzo del 2014, juin 2014junio de 2014; n ° 80, junio de 2016; n ° 85, septiembre de 2017; n ° 94, invierno 2019;
- Poesía sobre el Sena, no 85avril 2014abril de 2014; n ° 101 noviembre 2019.
- Artes y poesía, n 227, juillet 2014julio 2014.
- La Passe, no 20, otoño-invierno 2014-2015.
- Como en la poesía, el n 57, décembre 2014diciembre 2014; no 58, juin 2014junio de 2014; no 60, décembre 2015diciembre 2015; no 63, septembre 2015septiembre 2015.
- El Moulin des loups, no 2, janvier 2015enero 2015.
- El montón de palabras, n 17, février 2015febrero de 2015.
- Nuevas ofensas, n 50, enero-febrero-mars 2015marzo 2015.
- FPM (Festival Permanente de la Palabra[27]), abril /mayo de 2015, junio 2015, septiembre 2015, noviembre 2015, enero 2016.
- Mirada incierta nº 10, mayo de 2015.
- Descarga, nº 166, junio 2015; nº 174, junio de 2017.
- Méninge Review (revisión digital), # 5, febrero de 2016 [[28] ]
- Los cuadernos de Tinbad no 3, n ° 4; 2017 (París, 6) / n ° 5; Invierno 2018[29] / n ° 7; invierno 2019 / n ° 9; primavera 2020
- "El poema-mundo-de-la-moda" dedicado a Jacques Darras en la levadura Literaria n 13[30]
- Verso n 66, septembre 2016septiembre de 2016 (bajo el seudónimo MCDem .); nº 167, diciembre de 2016 (id.); nº 168, marzo de 2017 (identificación.); nº 169, junio de 2017; n ° 178, septiembre 2019; n ° 183, diciembre de 2020
- Documentos literarios internacionales de Phoenix n 25 -Primavera 2017;[31] n ° 30-diciembre 2018; n ° 31-mayo 2019; n ° 32-septiembre 2019; n ° 33-febrero 2020;
- Como en poesía: en el festival Concèze -15, Anthologie Concèze 2017.
- Concierto para mareas y silencio, revista Poésie, n ° 10;  2017.
- Nantes-Napoli, francés-italiano, Cahier d'arts et de littératures Chiendents no 121 ;octobre 2017octubre de 2017. Traducción al italiano de Nunzia Amoroso[32]
- Cabaret Review, # 22, verano de 2017; # 30, verano 2019; # 32, invierno 2019; # 34, verano 2020

### Reseñas, crónicas, artículos críticos
Junto a su trabajo de escritura, publica artículos sobre crítica literaria, notas de lectura y reseñas.
Murielle Compère-Demarcy también contribuye al trabajo realizado y propuesto en el sitio de La Cause littéraire, un sitio para la crítica y la creación literaria, en los sitios de Recours au poème, a través del sitio Sitaudis (sitio dedicado a las literaturas contemporáneas), Traversées, lugar de crítica y creación literaria en la Bélgica francófona.
Su obra está presente en varios sitios webs de creación literaria y / o artística: La Cause littéraire, Recours au poème, Lo que queda, La capital de las palabras, La tierra al cielo "Traversées",
La Revue littéraire des éditions Léo Scheer (n ° 65, nov-dic.2016 / nº 66,  nov-dic 2016 / n ° 7,; ene-feb 2019 / n ° 70, nov-dic. 2017 / n ° 72, marzo-abril 2018 / n ° 77, marzo-abril 2019 /), en los Cuadernos de creación literaria PhoeniX, en el sitio Critical Zone, y en el sitio web Poezibao, en el sitio web de Terres de femmes.
Participó en el expediente Alain Marc de la revista Chiendents 28 y en el expediente de correspondencia Michel Butor-Georges Perros ennovembre 2016noviembre de 2016.
Incluido en el directorio de autores de la Agencia Regional de Lectura y Literatura AR2L; en el sitio web de Printemps des poètes; en el sitio web de Bnf.
Ha sido objeto de un artículo en InterCDI en septiembre de 2016.
Una revisión de nº 28 de la Reseña de paisajes escritos